# Grismadox mazaxoides
Grismadox mazaxoides (лат.) — вид мирмекоморфных пауков рода Grismadox из семейства Corinnidae (Castianeirinae). Внешне паук напоминает муравья Camponotus cf. melanoticus.

## Распространение
Южная Америка: Боливия, департамент Santa Cruz (Santa Cruz de la Colina, Urubo; 17,760833°S, 63,24°W, на высоте 432 м).

## Описание
Мелкий паук, длина около 5 мм, основная окраска тёмно-коричневая до чёрной; хелицеры оранжево-коричневые; ноги красновато-жёлтые. От близких видов отличается: эмболусом, который сворачивается три раза (против четырёх-пяти раз); дорсальный ретролатеральный голенный апофиз (dRTA) более тупой и полупрозрачный (против более заострённого); сужение между сперматеками ST I и ST II отсутствует (против присутствующего, самка G. baueri неизвестна); цвет карапакса с сероватым оттенком (тёмно-коричневый до чёрного, оранжевого или желтоватого у сородичей). Внешне паук напоминает муравья Camponotus cf. melanoticus Emery, 1894 и был замечен на почве саванноподобных местообитаний вблизи входов в гнёзда этого муравья. Вид был впервые описан в 2021 году зоологом Броганом Петтом (Brogan Loise Pett; Бельгия, Великобритания) с соавтором под названием Myrmecotypus mazaxoides Pett, 2021, а в 2022 году включён в состав рода Grismadox.